# 西高安町
西高安町（にしたかやすちょう）は、大阪府八尾市の地名。現行行政地名は西高安町一丁目から西高安町五丁目。住居表示は未実施。
現住所表記に変更される前は大字楽音寺（現在の4,5丁目）、大字大竹（現在の2,3丁目）、大字水越（現在の1丁目）各々の一部だった。現住所表記に変更される際に3地域の大阪外環状線より西側を整理統合してできた地名である。

## 歴史
令制国一覧 > 畿内 > 河内国 > 高安郡 > 楽音寺村、大竹村、水越村

## 地理
大阪外環状線沿いに位置し、南北に細長い。元々どの集落からも離れており、大阪外環状線が開通して相当年が過ぎた現在も沿道に田畑が多く残る。

## 世帯数と人口
2020年（令和2年）3月31日現在（八尾市発表）の世帯数と人口は以下の通りである。
| 丁目                   | 世帯数  | 人口  |
| ---------------------- | ------- | ----- |
| 西高安町一丁目・二丁目 | 55世帯  | 107人 |
| 西高安町三丁目         | 31世帯  | 32人  |
| 西高安町四丁目         | 24世帯  | 28人  |
| 西高安町五丁目         | 0世帯   | 0人   |
| 計                     | 110世帯 | 167人 |

### 人口の変遷
国勢調査による人口の推移。
| 1995年（平成7年）  | 115人 | [ 5 ] |  |
| 2000年（平成12年） | 106人 | [ 6 ] |  |
| 2005年（平成17年） | 202人 | [ 7 ] |  |
| 2010年（平成22年） | 171人 | [ 8 ] |  |
| 2015年（平成27年） | 147人 | [ 9 ] |  |

### 世帯数の変遷
国勢調査による世帯数の推移。
| 1995年（平成7年）  | 35世帯  | [ 5 ] |  |
| 2000年（平成12年） | 39世帯  | [ 6 ] |  |
| 2005年（平成17年） | 102世帯 | [ 7 ] |  |
| 2010年（平成22年） | 97世帯  | [ 8 ] |  |
| 2015年（平成27年） | 80世帯  | [ 9 ] |  |

## 学区
市立小・中学校に通う場合、学区は以下の通りとなる（2020年5月時点）。
| 丁目           | 番         | 小学校               | 中学校               |
| -------------- | ---------- | -------------------- | -------------------- |
| 西高安町一丁目 | 66～90番地 | 八尾市立東山本小学校 | 八尾市立東中学校     |
| 西高安町一丁目 | 1～65番地  | 八尾市立上之島小学校 | 八尾市立上之島中学校 |
| 西高安町二丁目 | 全域       | 八尾市立上之島小学校 | 八尾市立上之島中学校 |
| 西高安町三丁目 | 全域       | 八尾市立上之島小学校 | 八尾市立上之島中学校 |
| 西高安町四丁目 | 全域       | 八尾市立上之島小学校 | 八尾市立上之島中学校 |
| 西高安町五丁目 | 全域       | 八尾市立上之島小学校 | 八尾市立上之島中学校 |

## 事業所
2016年（平成28年）現在の経済センサス調査による事業所数と従業員数は以下の通りである。
| 丁目           | 事業所数 | 従業員数 |
| -------------- | -------- | -------- |
| 西高安町一丁目 | 31事業所 | 309人    |
| 西高安町二丁目 | 10事業所 | 84人     |
| 西高安町三丁目 | 6事業所  | 169人    |
| 西高安町四丁目 | 8事業所  | 182人    |
| 西高安町五丁目 | 7事業所  | 75人     |
| 計             | 62事業所 | 819人    |

## 施設
- 鴨神社跡（2丁目）
延喜式神名帳に記されている河内国高安郡の式内社だが、現在は玉祖神社に合祀されている。跡地には「式内 賀茂神社址」の石碑がある。旧大竹集落から西へ遠く離れた大阪外環状線の西側にあり、大竹地区との地理的関係は薄い。また、元々大竹地区の氏神でもない（大竹地区の氏神は玉祖神社）ことも玉祖神社に合祀された理由とされる。
- フットワークエクスプレス東大阪支店（4,5丁目）
物流拠点が町内にあるが、事務所所在地は東大阪市池島町5丁目。

## その他

### 日本郵便
- 郵便番号 : 581-0852[2]（集配局：八尾郵便局[12]）。